# Pokuti oja
Pokuti oja är ett vattendrag i Estland. Det ligger i landskapet Raplamaa, i den västra delen av landet, 70 km söder om huvudstaden Tallinn.